# 고트글로이비히
고트글로이비히(독일어: Gottgläubig)는 나치 독일에서의 종교운동이었다. 이러한 사람을 칭할 때는 고트글레우비게(독일어: Gottgläubige), 복수형으로 고트글레우비겐(독일어: Gottgläubige)이라 했다. 나치는 제도권 종교에 호의적이지 않았지만 그렇다고 공산주의의 정강인 무신론을 용인하지도 않았다. 때문에 비조직화된 종교로서 고트글레우비히가 권장되었다. 1939년 조사에서 독일 인구의 3.5%가 고트글레우비겐인 것으로 나타났다.

## 같이 보기
- 최고 존재의 제전
- 게르만 기독교인
- 긍정적 기독교
- 나치 독일의 종교
- 툴레 협회